# Capilla de San Lucas, Hospital de Brompton
La Capilla de San Lucas, en el Hospital de Brompton (en inglés St Luke's Chapel, Brompton Hospital) es una iglesia anglicana catalogada como edificio de grado II* situada en Chelsea, Londres, Inglaterra, Reino Unido. La capilla fue construida en 1849 y su arquitecto fue E. B. Lamb. Forma parte del Hospital Real de Brompton.